# The Mandalorian
The Mandalorian – amerykański serial telewizyjny z gatunku space opera tworzony przez Jona Favreau, pierwszy serial aktorski osadzony w świecie Gwiezdnych wojen. Produkcja zadebiutowała na internetowej platformie Disney+ 12 listopada 2019 roku. Pierwszy sezon składający się z ośmiu odcinków zebrał pozytywne recenzje i był nominowany do wielu nagród Emmy. Drugi sezon miał premierę 30 października 2020 i również został pozytywnie odebrany przez krytyków. Premiera trzeciego sezonu serialu odbyła się 1 marca 2023. Oprócz tego powstały spin-offy serialu – Księga Boby Fetta (2021) i Ahsoka (2023), za które odpowiadali twórcy The Mandalorian – Jon Favreau i Dave Filoni. Zapowiedziano ponadto produkcję filmu fabularnego, będącego kontynuacją serialu

## Fabuła
Serial skupia się na losach mandaloriańskiego łowcy nagród, a jego akcja rozgrywa się pięć lat po wydarzeniach z filmu Powrót Jedi – po upadku Imperium Galaktycznego i jednocześnie przed narodzinami Najwyższego Porządku. Życie tytułowego bohatera komplikuje się na skutek spotkania ze zdolnym do korzystania z Mocy Dzieckiem.

## Obsada

### Główne role
- Pedro Pascal jako Din Djarin / Mandalorianin, samotny łowca nagród[3],

### Role drugoplanowe
- Carl Weathers jako Greef Karga, były sędzia i przywódca łowców nagród na planecie Nevarro[8],
- Werner Herzog jako Klient, bezimienny człowiek pracujący dla Gideona[8],
- Omid Abtahi jako dr Pershing, naukowiec pracujący dla Klienta[8],
- Nick Nolte jako Kuiil (głos), Ugnaught, który pomaga Mandalorianinowi[9],
- Taika Waititi jako IG-11 (głos), droid, będący łowcą nagród[10][11],
- Gina Carano jako Carasynthia „Cara” Dune, była żołnierz Rebelii, która stała się najemniczką[12],
- Amy Sedaris jako Peli Motto, portierka i mechanik na Tatooine[13].
- Ming-Na Wen jako Fennec Shand, łowczyni nagród, która stała się celem innych najemników[14],
- Giancarlo Esposito jako Moff Gideon, były oficer Imperialnego Biura Bezpieczeństwa[8],
- Mercedes Varnado jako Koska Reeves, Mandalorianka, która należała do grupy Nocnych Sów[15].
- Misty Rosas jako „Frog Lady”, którą eskortował Din Djarin[16],
- Emily Swallow jako Zbrojmistrzyni, Mandalorianka, która robi broń i zbroje z beskaru[8],

Ponadto swoje role z wcześniejszych produkcji ze świata Gwiezdnych wojen powtórzyli: Timothy Olyphant jako Cobb Vanth, Temuera Morrison jako Boba Fett, Katee Sackhoff jako Bo-Katan Kryze, Rosario Dawson jako Ahsoka Tano oraz Mark Hamill jako Luke Skywalker.
Dodatkowo w serialu pojawia się postać Grogu, stworzona przy pomocy lalek oraz efektów specjalnych. Staje się podopiecznym Mandalorianina, a jego imię zostaje ujawnione w odcinku 13.

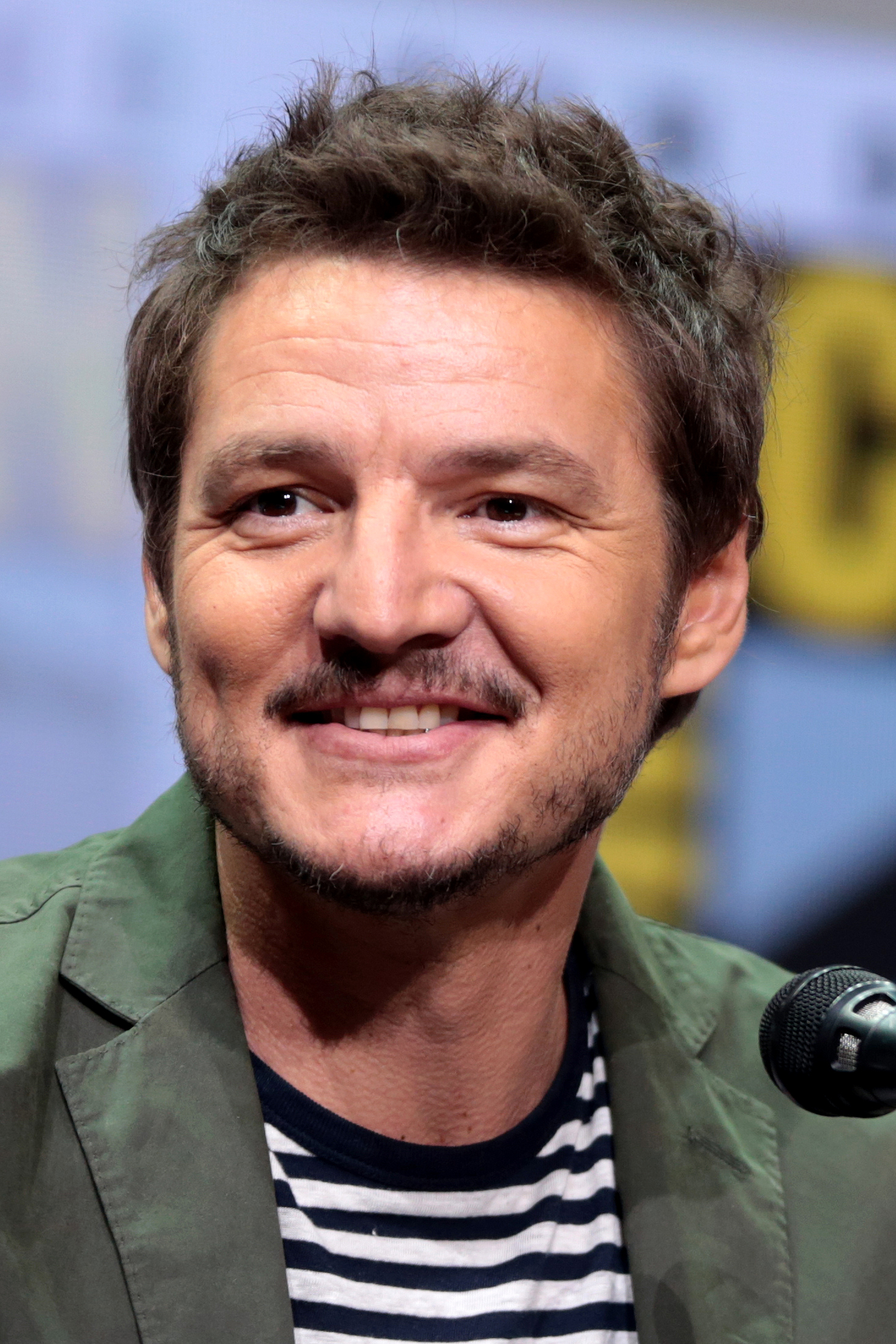
Pedro Pascal (Din Djarin / Mandalorianin)
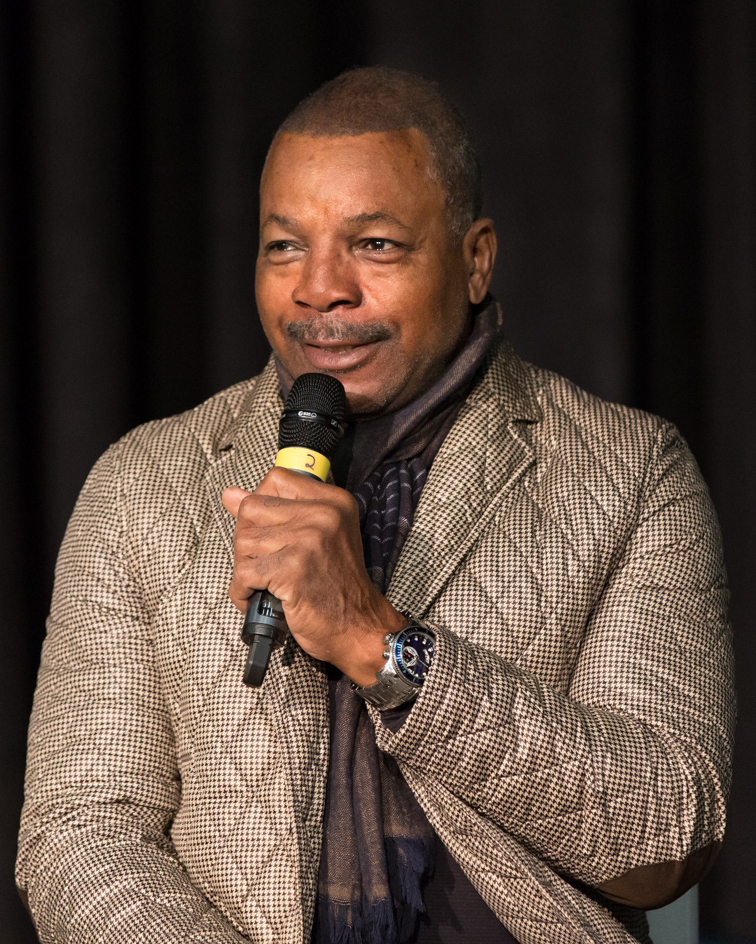
Carl Weathers (Greef Karga)
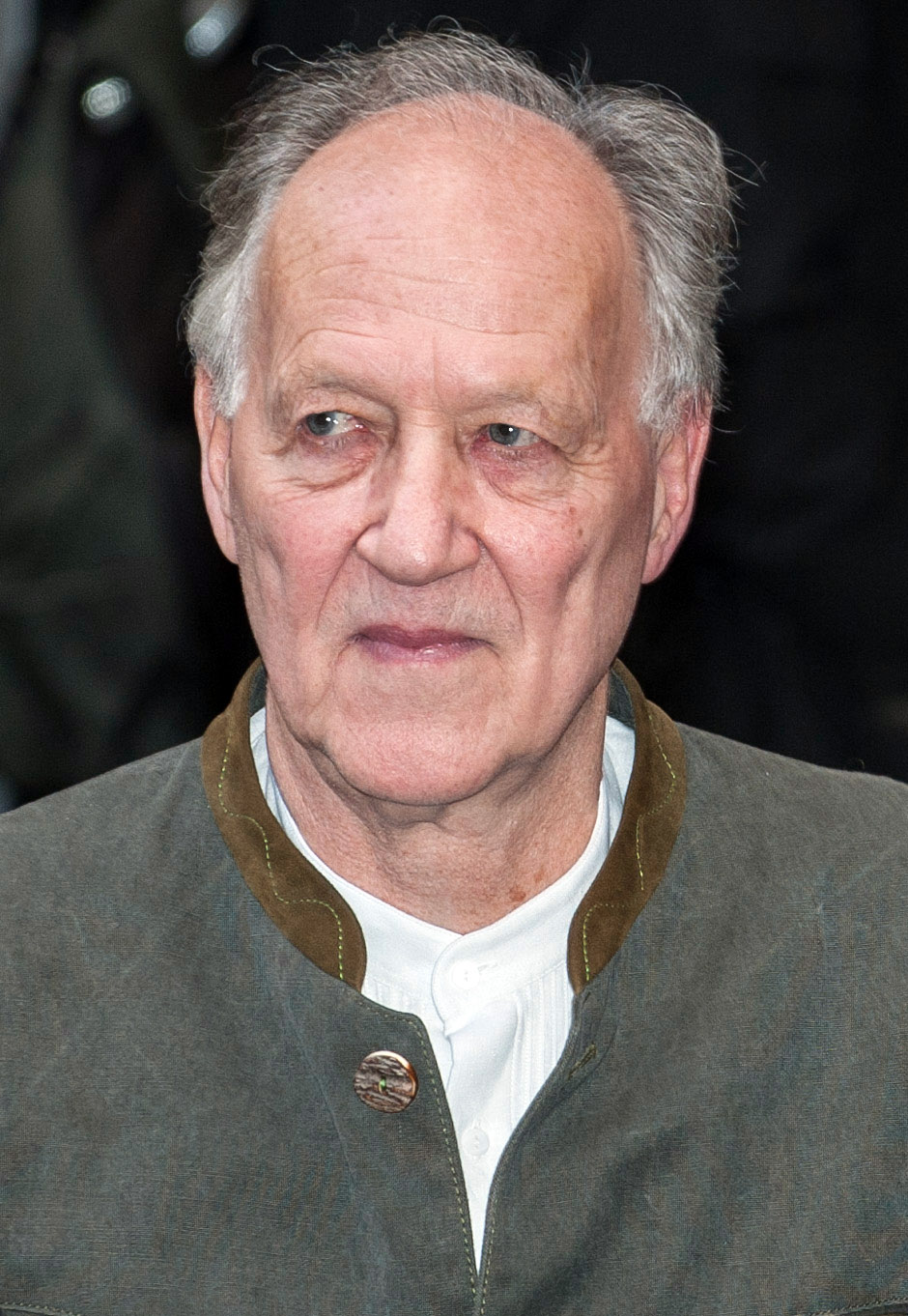
Werner Herzog (Klient)
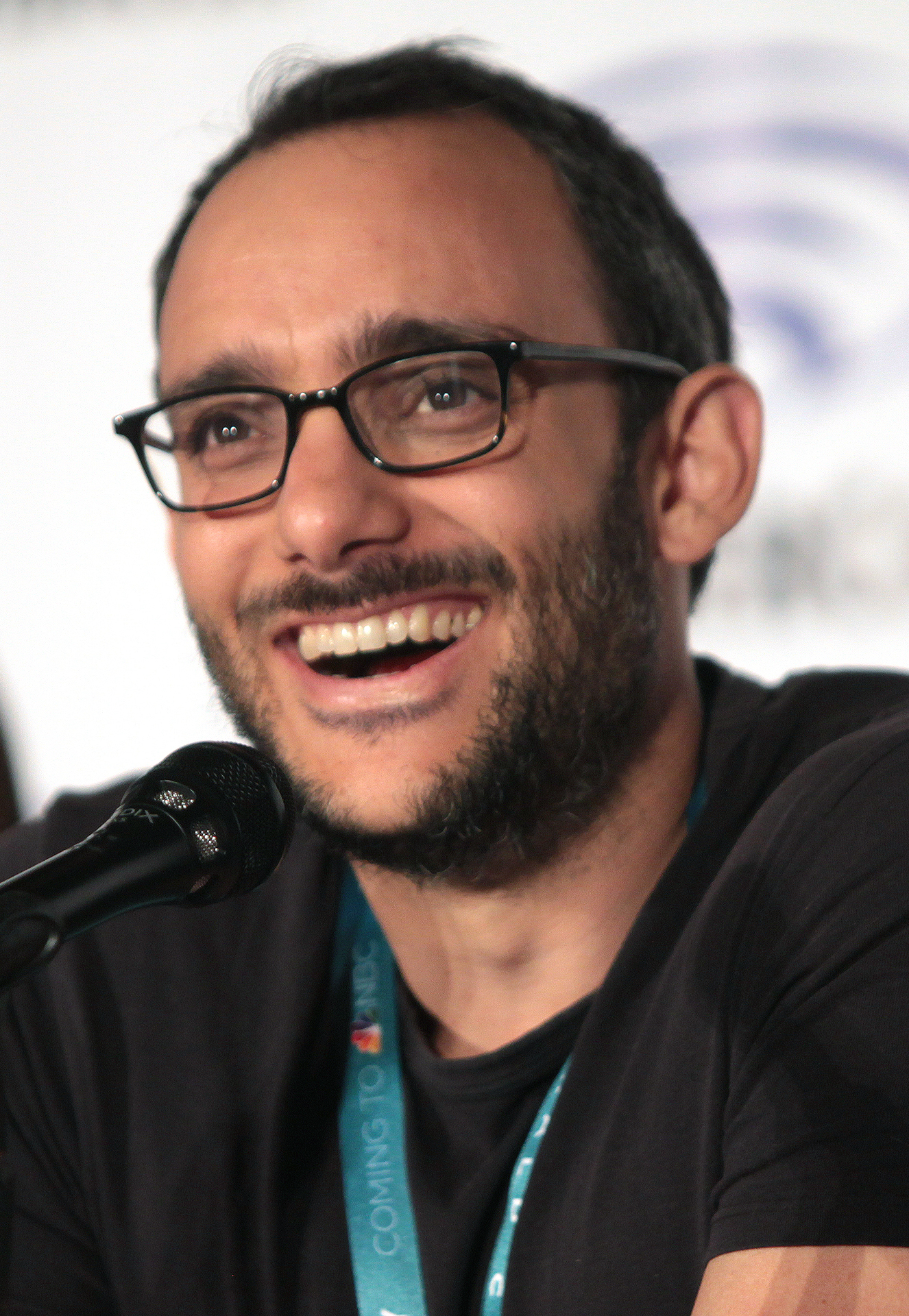
Omid Abtahi (dr Pershing)
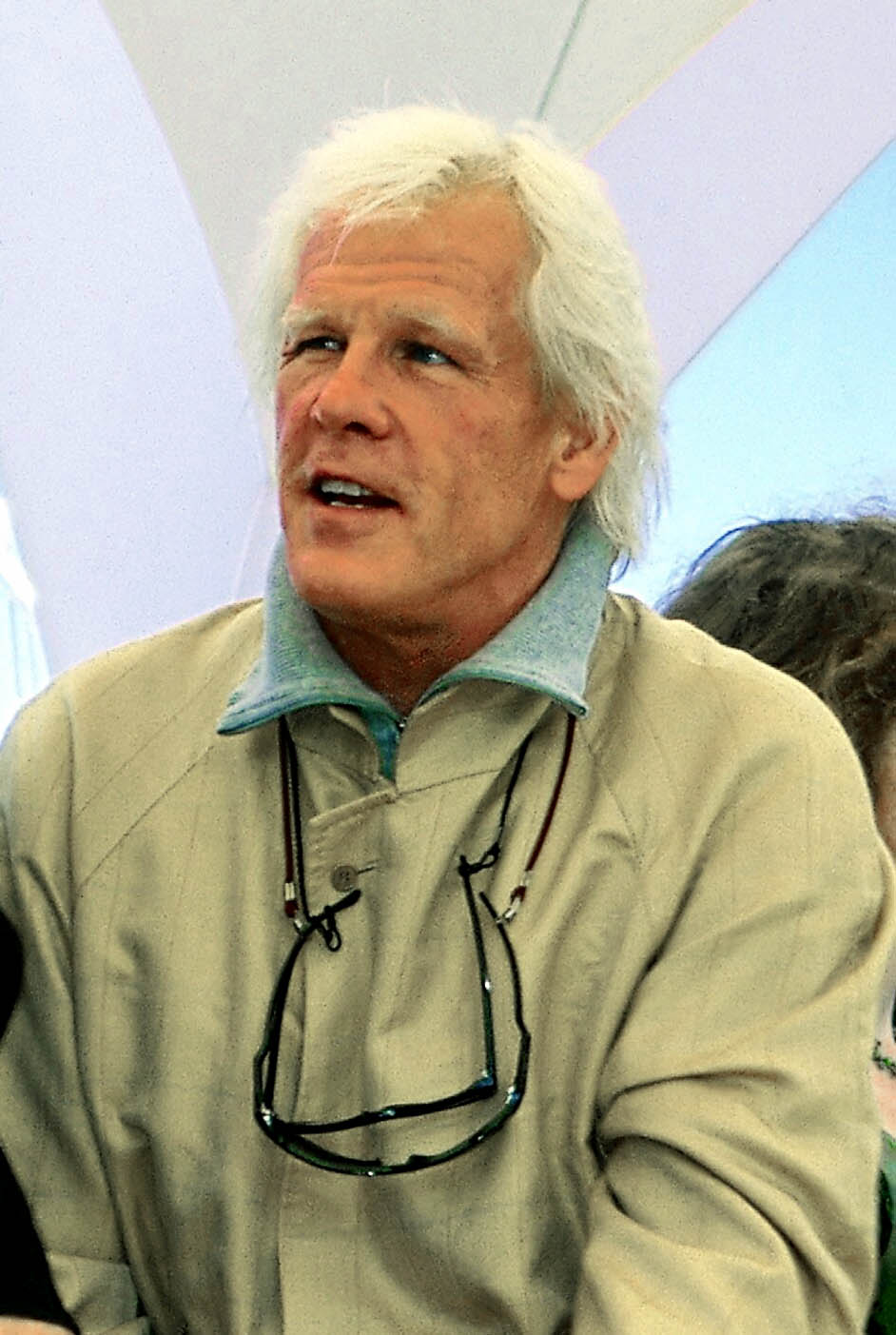
Nick Nolte (Kuiil)
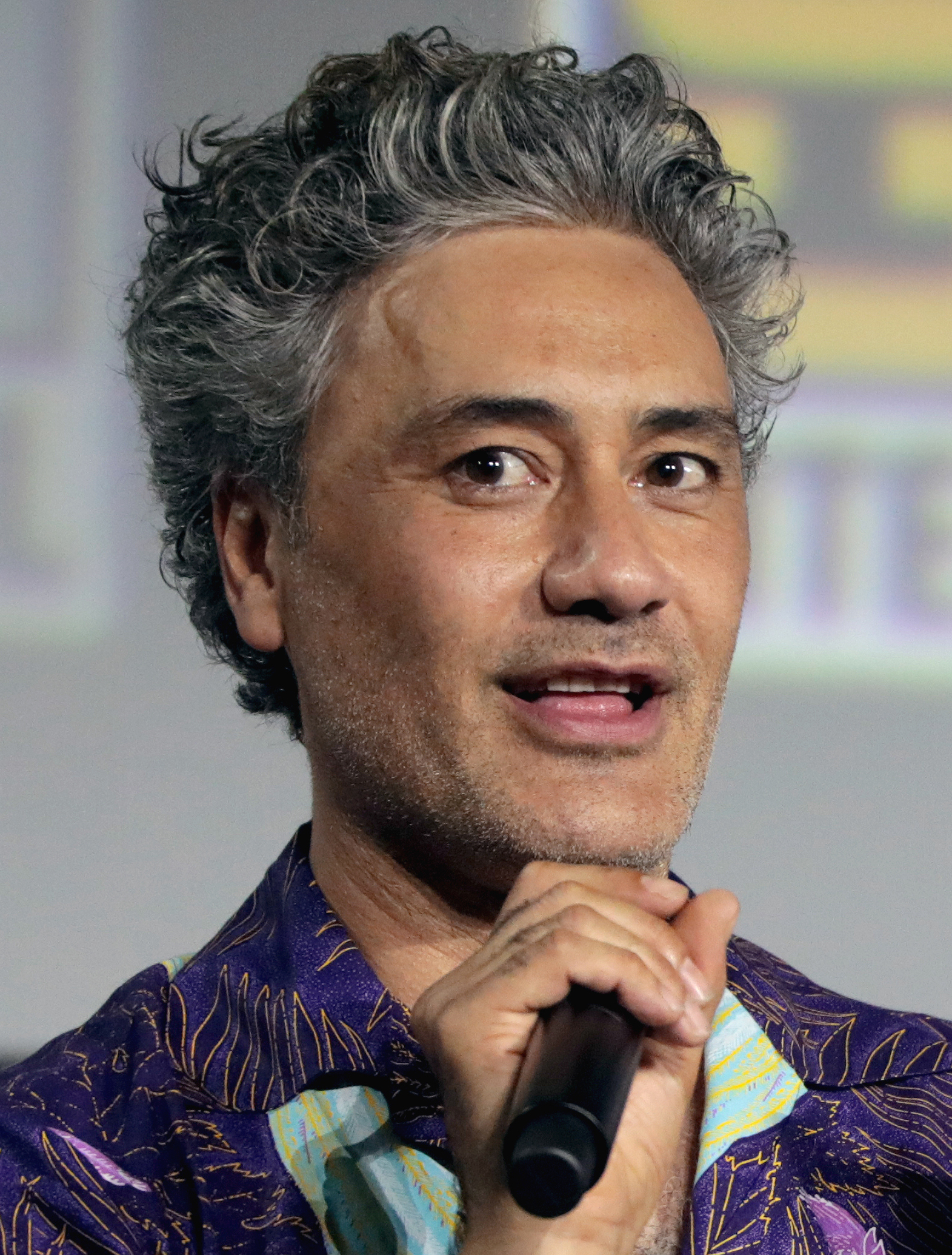
Taika Waititi (IG-11)
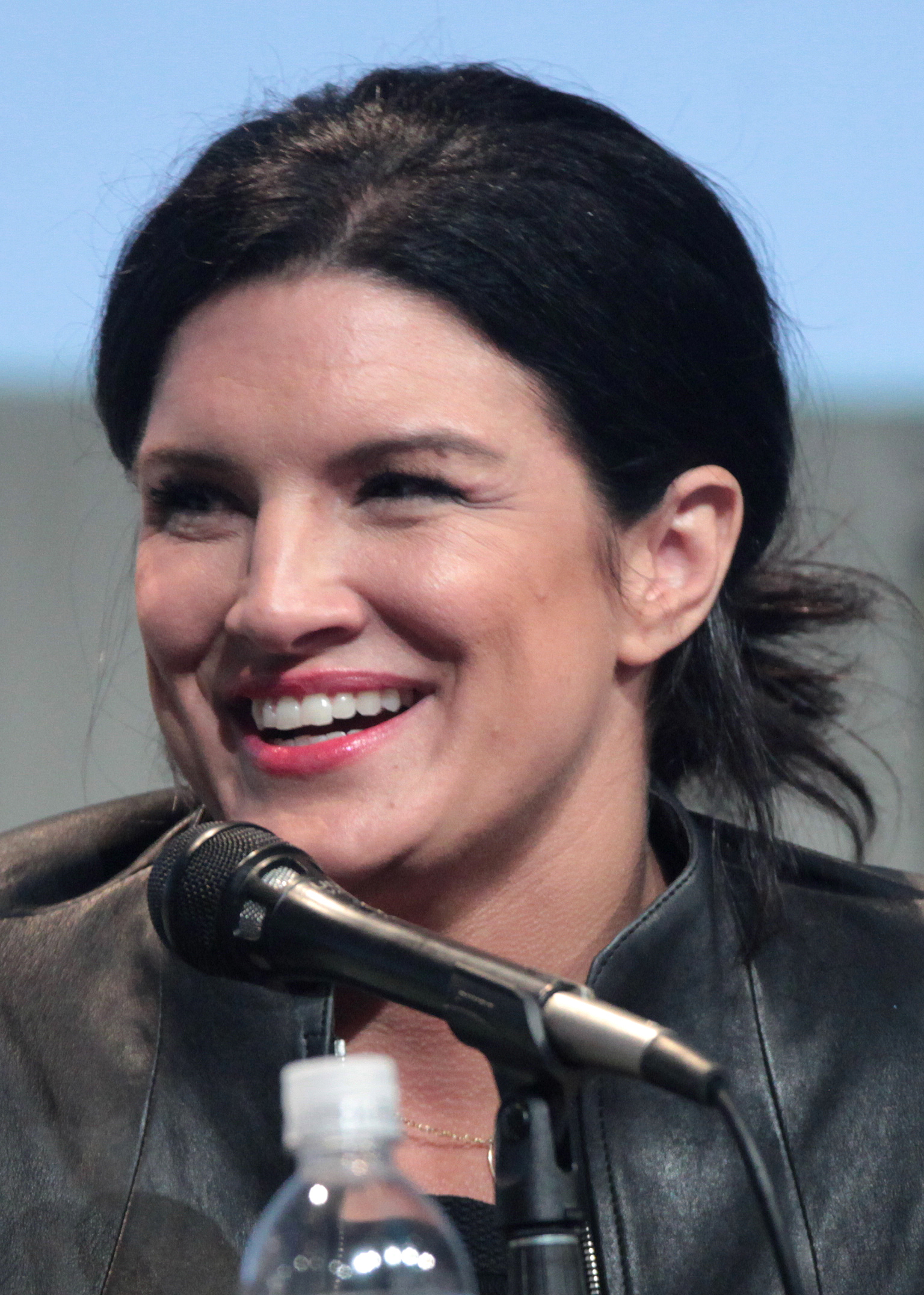
Gina Carano (Carasynthia „Cara” Dune)
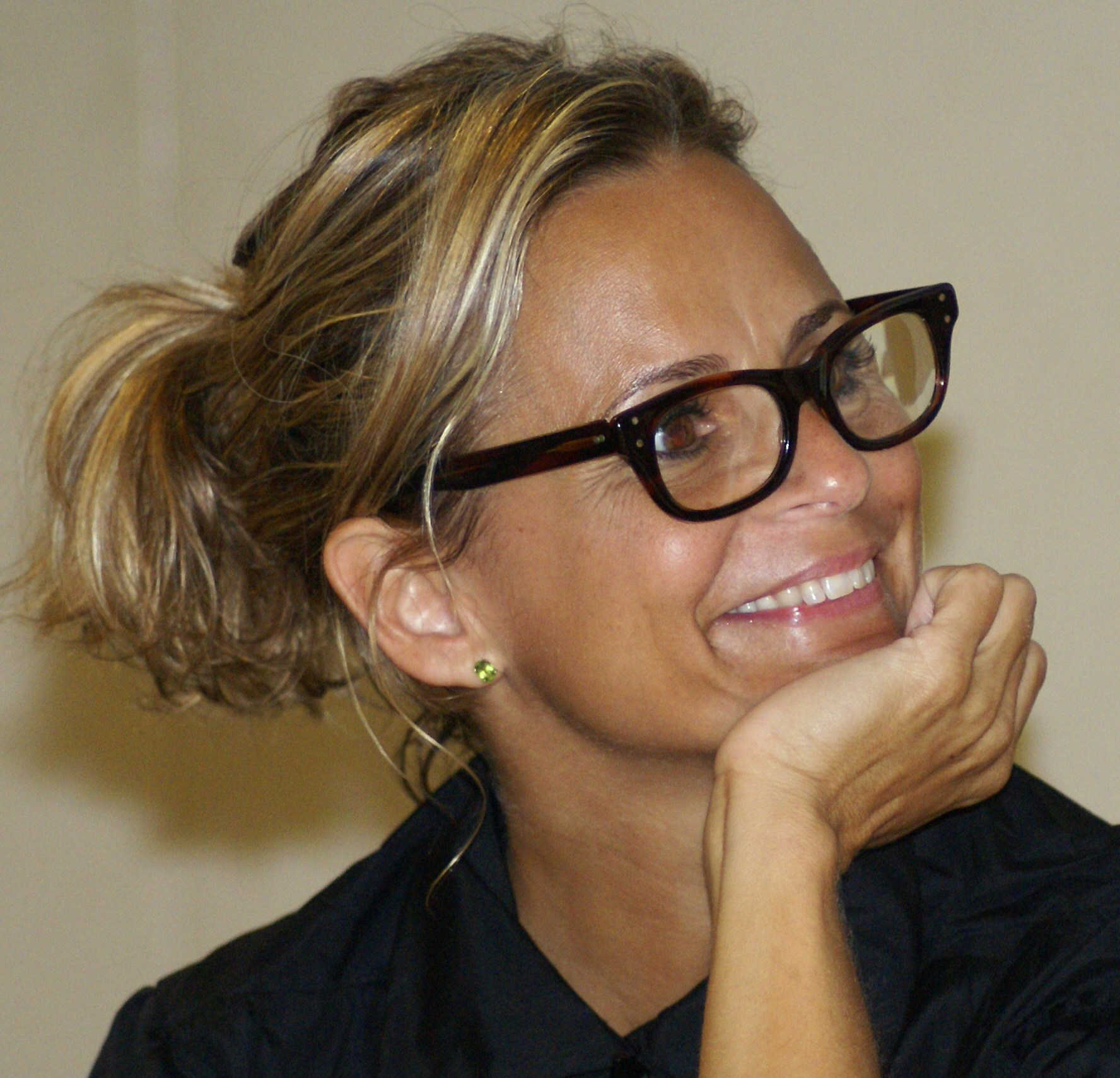
Amy Sedaris (Peli Motto)
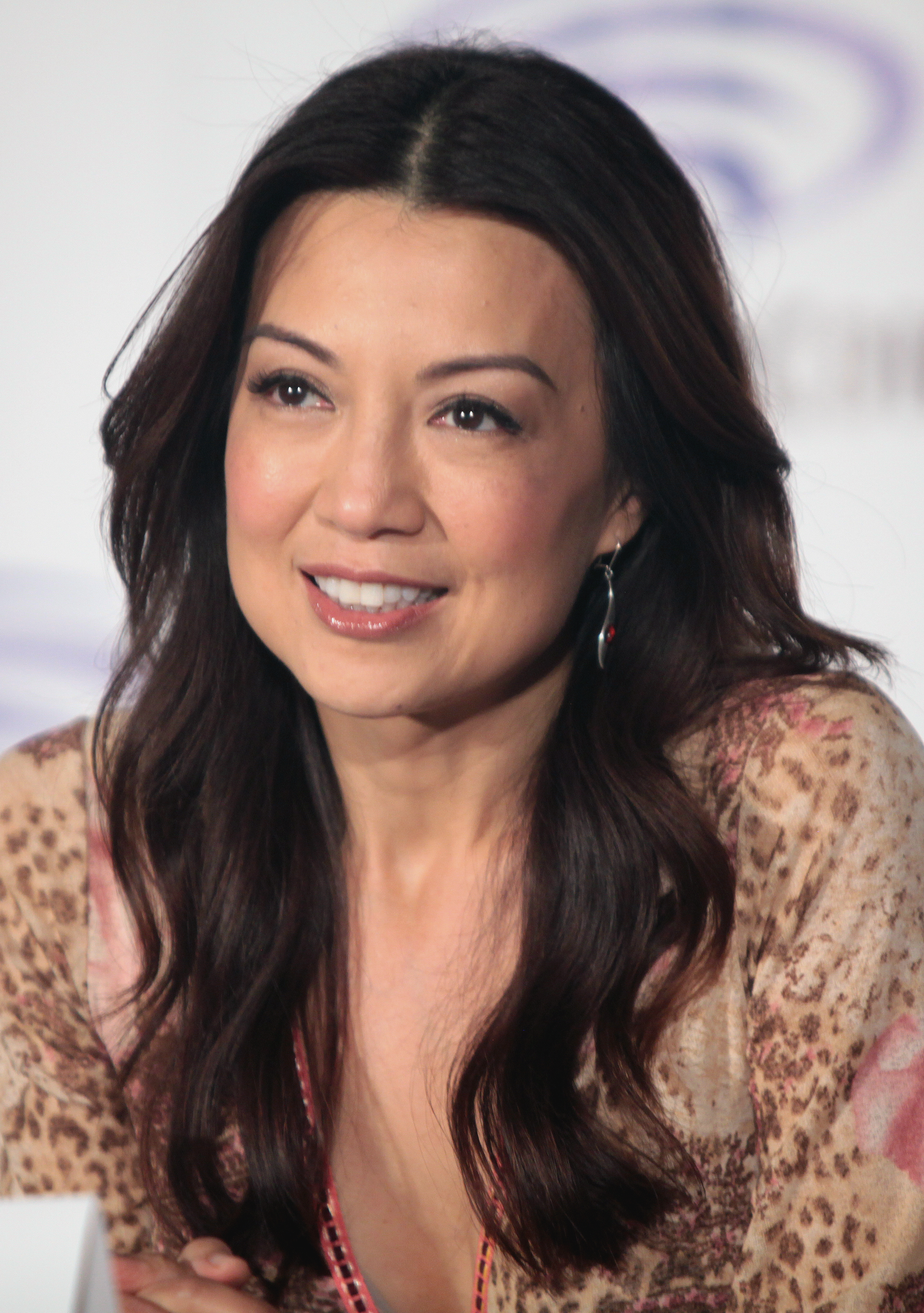
Ming-Na Wen (Fennec Shand)
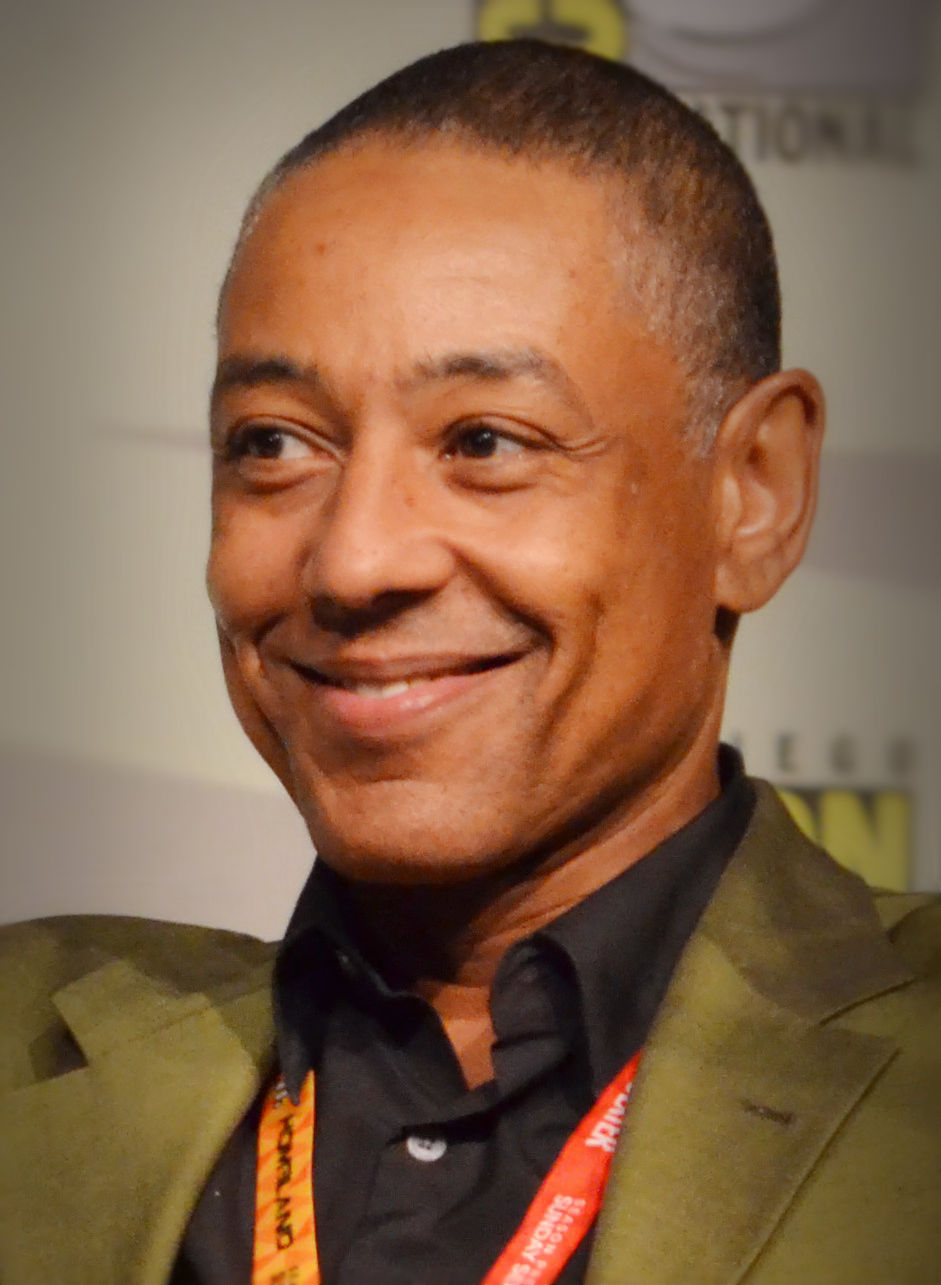
Giancarlo Esposito (Moff Gideon)

## Odcinki

### Sezon 1
| Nr | Tytuł                      | Reżyseria           | Scenariusz                      | Premiera (Disney+) |
| -- | -------------------------- | ------------------- | ------------------------------- | ------------------ |
| 1  | Chapter 1: The Mandalorian | Dave Filoni         | Jon Favreau                     | 12 listopada 2019  |
| 2  | Chapter 2: The Child       | Rick Famuyiwa       | Jon Favreau                     | 15 listopada 2019  |
| 3  | Chapter 3: The Sin         | Deborah Chow        | Jon Favreau                     | 22 listopada 2019  |
| 4  | Chapter 4: Sanctuary       | Bryce Dallas Howard | Jon Favreau                     | 29 listopada 2019  |
| 5  | Chapter 5: The Gunslinger  | Dave Filoni         | Dave Filoni                     | 6 grudnia 2019     |
| 6  | Chapter 6: The Prisoner    | Rick Famuyiwa       | Christopher Yost, Rick Famuyiwa | 13 grudnia 2019    |
| 7  | Chapter 7: The Reckoning   | Deborah Chow        | Jon Favreau                     | 18 grudnia 2019    |
| 8  | Chapter 8: Redemption      | Taika Waititi       | Jon Favreau                     | 27 grudnia 2019    |

### Sezon 2
| Nr | Tytuł                     | Reżyseria           | Scenariusz    | Premiera (Disney+)   |
| -- | ------------------------- | ------------------- | ------------- | -------------------- |
| 1  | Chapter 9: The Marshal    | Jon Favreau         | Jon Favreau   | 30 października 2020 |
| 2  | Chapter 10: The Passenger | Peyton Reed         | Jon Favreau   | 6 listopada 2020     |
| 3  | Chapter 11: The Heiress   | Bryce Dallas Howard | Jon Favreau   | 13 listopada 2020    |
| 4  | Chapter 12: The Siege     | Carl Weathers       | Jon Favreau   | 20 listopada 2020    |
| 5  | Chapter 13: The Jedi      | Dave Filoni         | Dave Filoni   | 27 listopada 2020    |
| 6  | Chapter 14: The Tragedy   | Robert Rodriguez    | Jon Favreau   | 4 grudnia 2020       |
| 7  | Chapter 15: The Believer  | Rick Famuyiwa       | Rick Famuyiwa | 11 grudnia 2020      |
| 8  | Chapter 16: The Rescue    | Peyton Reed         | Jon Favreau   | 18 grudnia 2020      |

### Sezon 3
| Nr | Tytuł                              | Reżyseria           | Scenariusz                | Premiera (Disney+) |
| -- | ---------------------------------- | ------------------- | ------------------------- | ------------------ |
| 1  | Chapter 17: The Apostate           | Rick Famuyiwa       | Jon Favreau               | 1 marca 2023       |
| 2  | Chapter 18: The Mines of Mandalore | Rachel Morrison     | Jon Favreau               | 8 marca 2023       |
| 3  | Chapter 19: The Convert            | Lee Isaac Chung     | Noah Kloor & Jon Favreau  | 15 marca 2023      |
| 4  | Chapter 20: The Foundling          | Carl Weathers       | Jon Favreau & Dave Filoni | 22 marca 2023      |
| 5  | Chapter 21: The Pirate             | Peter Ramsey        | Jon Favreau               | 29 marca 2023      |
| 6  | Chapter 22: Guns for Hire          | Bryce Dallas Howard | Jon Favreau               | 5 kwietnia 2023    |
| 7  | Chapter 23: The Spies              | Rick Famuyiwa       | Jon Favreau & Dave Filoni | 12 kwietnia 2023   |
| 8  | Chapter 24: The Return             | Rick Famuyiwa       | Jon Favreau               | 19 kwietnia 2023   |

## Produkcja
9 listopada 2017 roku prezes The Walt Disney Company, Bob Iger poinformował, iż trwają prace nad aktorskim serialem osadzonym w uniwersum Gwiezdnych wojen, który pojawi się na platformie streamingowej Disneya.
8 marca 2018 roku ogłoszono, że za stworzenie serialu będzie odpowiadał Jon Favreau znany m.in. z reżyserii dwóch filmów o Iron Manie. 10 maja podczas uroczystej premiery filmu Han Solo: Gwiezdne wojny – historie Favreau zdradził, że akcja tworzonego przez niego serialu będzie osadzona na trzy lata po wydarzeniach z filmu Powrót Jedi; poinformował on także, iż jest w trakcie pisania scenariusza na pierwszy sezon serialu.
3 października 2018 roku ogłoszono, iż oficjalny tytuł produkcji brzmi The Mandalorian. Dwa dni później podano także oficjalną listę reżyserów serialu. Znaleźli się na niej: Taika Waititi, Bryce Dallas Howard, Rick Famuyiwa, Deborah Chow oraz Dave Filoni, któremu powierzono m.in. reżyserię pilotażowego odcinka. Kręcenie zdjęć głównych rozpoczęło się w tym samym tygodniu. W kolejnym miesiącu ogłoszono, że w serialu w rolach głównych wystąpią: Pedro Pascal, Gina Carano oraz Nick Nolte; natomiast w grudniu tego samego roku doniesiono, iż w produkcji w pozostałych rolach pojawią się: Giancarlo Esposito, Emily Swallow, Carl Weathers, Omid Abtahi oraz Werner Herzog. Kręcenie zdjęć zakończyło się 27 lutego 2019.

## Odbiór
Serial spotkał się z dobrą reakcją krytyków. W agregatorze recenzji Rotten Tomatoes 93% z 36 recenzji pierwszej serii jest pozytywnych, a średnia ocen wystawionych na ich podstawie wyniosła 7,97 na 10, a w przypadku drugiej serii było to odpowiednio 92% i 8,11. Z kolei w agregatorze Metacritic, średnia ważona ocen z 29 recenzji pierwszej serii wyniosła 70 punktów na 100, a z 14 ocen drugiej – 76.

## Spin-offy
W grudniu 2020 roku zostały zapowiedziane trzy spin-offy serialu. The Book of Boba Fett, opowiadający o przygodach jego tytułowej postaci, zadebiutował w grudniu 2021 roku. Swoje role powtórzyli Temuera Morrison (Boba Fett) i Ming-Na Wen (Fennec Shand). Producentami wykonawczymi zostali Jon Favreau, Dave Filoni i Robert Rodriguez.
Zapowiedziano ponadto dwa inne seriale rozwijane przez Favreau i Filoniego – Ahsokę z Rosario Dawson w tytułowej roli oraz Rangers of the New Republic, jednakże prace nad drugim z wymienionych zostały przerwane.